# مسجد البرطاسي
مسجد البرطاسي هو مسجد يقع في مدينة طرابلس بلبنان. يعرف بجامع ومدرسة البرطاسي أو البرطاسية، وقد سمي نسبة إلى مؤسسة «عيسى بن عمر البرطاسي». لم يذكر تاريخ الإنشاء في النقش التاريخي الذي علا بوابة الجامع الرئيسية. ويرجع بعض المؤرخين تاريخ إنشائه إلى ما قبل عام 1324 م.[بحاجة لمصدر] يعد أحد أجمل مساجد المماليك في المدينة حيث يتميز بمئذنته التي تشبه مآذن الأندلس، وبواجهة حجرية داكنة مزينة بالخطوط السوداء والزخارف البيضاء، وله ثلاث قباب.